# مونوک
مونوک (به مجاری:  Monok) یک شهرداری در مجارستان است که در ناحیه سرنچ واقع شده‌است. مونوک ۴۱٫۹۸ کیلومتر مربع مساحت و ۱٬۶۰۶ نفر جمعیت دارد.